# Chloracantha

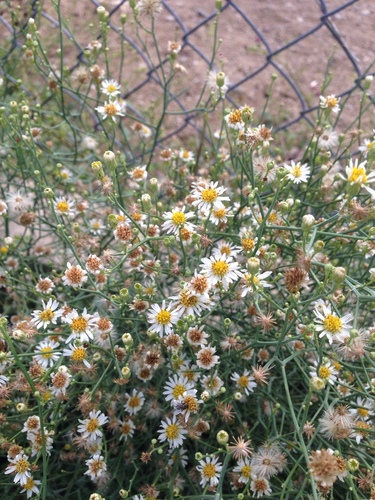
Chloracantha Spinosa, espécie do gênero Chloracantha

Chloracantha é um género botânico pertencente à família Asteraceae.